# Kazimierz Łaszkiewicz
Kazimierz Łaszkiewicz (ur. 4 sierpnia 1888 w Wiercieliszkach, zm. 14 grudnia 1978 w Warszawie) – polski polityk, działacz państwowy, poseł na Sejm I kadencji.

## Życiorys
Urodził się w rodzinie Adama i Marii z Cydzików. Ukończył gimnazjum w Grodnie, seminarium duchowne w Petersburgu oraz Wydział Filozofii i Prawa Kanonicznego Akademii Duchownej w Petersburgu Do 1914 studiował nauki polityczne w Paryżu.
W czasie I wojny światowej był powołany do wojska rosyjskiego. Od 1918 był członkiem POW i brał udział w rozbrajaniu Niemców na Wileńszczyźnie. Współpracował z wychodzącym w Grodnie Polskim Dziennikiem Demokratycznym „Echo”. Jako ochotnik walczył w wojnie polsko-bolszewickiej. Do 1922 pracował jako nauczyciel w Grodnie.
Był posłem do Sejmu RP I kadencji w latach 1922–1927. Wybrany z listy PSL „Piast”, był członkiem klubu tego ugrupowania, następnie od grudnia 1923 Związku Chłopskiego, wreszcie Partii Pracy. Działał w komisjach administracji i oświatowej. Był członkiem specjalnej komisji do zbadania wypadków, które zaszły w dniach 6–8 listopada 1923 r. w Borysławiu, Tarnowie i Krakowie.
Od 1922 pracował jako urzędnik, kierownik Oddziału Urzędu Wojewódzkiego w Białymstoku. Od 1927 był radnym w Grodnie, a w latach 1930–1932 jego wiceprezydentem. Później, do 1939 był radcą Funduszu Pracy Urzędu Wojewódzkiego w Białymstoku. 
Podczas okupacji działał w konspiracji pod ps. „Kazimierz”. Od maja 1942 do końca 1943 był Delegatem Okręgowym Rządu na Kraj w Białymstoku.
Po zakończeniu wojny był naczelnikiem wydziału w Ministerstwie Pracy i Opieki Społecznej.
Zmarł w Warszawie, pochowany na cmentarzu Powązkowskim (kwatera 130-4-14).

## Ordery i odznaczenia
- Złoty Krzyż Zasługi (dwukrotnie: po raz drugi 22 lipca 1947[5])
- Medal Niepodległości (20 grudnia 1932)[6]
- Srebrny Krzyż Zasługi (10 listopada 1933)[7]